# Нариманова, Земфира Али кызы
Земфира Али кызы Нариманова (азерб. Zemfira Əli qızı Nərimanova; род. 20 апреля 1959, Баку) — народная артистка Азербайджанской Республики (2000 год), лауреат президентской премии (2019).

## Биография
Земфира Али кызы Нариманова родилась 20 апреля 1959 года в Баку. В 1976 году поступила на факультет драмы и кино Азербайджанского государственного института имени М. Алиева. В 1980 году была принята в актерский состав Академического Национального Драматического Театра.
Земфира Нариманова была награждена званием Заслуженной артистки Азербайджанской Республики в 1991 году, затем в 2000 году была удостоена звания Народной артистки Азербайджанской Республики. В 2012, 2014, 2015, 2016, 2017 и 2018 годах была удостоена Президентской премии, а 10 мая 2019 года была награждена персональной пенсией Президента Азербайджанской Республики.

## Роли на театральной сцене
- «Yastı təpə» — роль Шейды, автор Акрам Айлисли
- «Yad adam» — роль Софи, автор Леонхард Франк
- «Şərqli diş həkimi» — роль Еремиака, автор Акоп Паронян
- «Xurşidbanu Natəvan» — роль Тахмина, автор Ильяс Эфендиев
- «Kimdir haqlı?» — роль Арзу, автор Бахтияр Вахабзаде
- «Sizi deyib gəlmişəm…» — роль Женщины, автор Анар
- «Məhəbbət yaşadır» — роль Нубар, автор Нахид Хаджизаде
- «İblis» — роль Рена и Карачич, автор Гусейн Джавид
- «Atabəylər» — роль Кениз, автор Нариман Гасанзаде
- «Nişanlı qız» — роль Гямир, автор Сабит Рахман
- «Biganələr oteli» — роль Марии, автор Рустам Ибрагимбеков
- «Torpağa sancılan qılınc» — роль Чичек, автор Наби Хазри
- «Həyatın dibində» — роль Насти, автор Максим Горький
- «Kölgələrin oyunu» — роль Клеопатры, автор Юлий Эдельс
- «Məlik Məmməd» — роль Нагильчи, автор народной пьесы
- «Üç quruşluq opera» — роль Моруг Ченни, авторы Бертольт Брехт, Курт Вайль
- «Lənkəran xanının vəziri» — роль госпожи Ниса и госпожи Шоля, автор Мирза Фатали Ахундов
- «Tufandan əvvəl» — роль Махаббат, автор Ариф Сулейманов
- «Kərgədan buynuzu» — роль Кама, автор Магсуд Ибрагимбеков
- «Yayda qartopu oyunu» — роль леди Айнур, автор Вагиф Самедоглу
- «Sevgililərin cəhənnəmdə vüsalı» — роль Хумар, автор Ильяс Эфендиев
- «Tənha iydə ağacı» — роль князя, автор Ильяс Эфендиев
- «Dəlilər və ağıllılar» — роль Судабе, автор Ильяс Эфендиев
- «Ah, Paris…Paris!..» — роль Зулейха, автор Эльчин
- «Özümüzü kəsən qılınc» — роль Банучичек, автор Бахтияр Вахабзаде
- «Sokratı anma gecəsi» — роль Дудан, авторы Чингиз Айтматов, Мухтар Шаханов
- «Mənim ərim dəlidir» — роль Женщины, автор Эльчин
- «Lənkəran xanının vəziri» — роль госпожи Шоля, автор Мирза Фатулла Ахундов
- «Hərdən mənə mələk də deyirlər…» — роль Женщины, автор Камал Абдулла
- «Kəllə» — роль Паолины, автор Назым Хикмет
- «Anlaşılmazlıq» — роль Марты, автор Альбер Камю
- «Körpüdən mənzərə» — роль Беатрис, автор Артур Миллер
- «Napoleon» — роль Жозефины, автор Фердинанд Брукнер
- «Xanuma» — роль Текле, автор А. Сакарели

## Фильмография
1. «Sarıköynəklə Valehin nağılı» (телевизионное шоу, 1980) — роль Сарыкёйнёк
2. «Qapalı orbit» (телевизионное шоу, 1984) — роль Люси
3. «Göz həkimi» (телевизионное шоу) — роль Нармин
4. «Ordan-burdan» (телевизионное шоу, 1987) — роль Рены
5. «Pəncərədə işıq» (фильм, 1987) — роль Лейлы
6. «Girişmə, öldürər!» (фильм, 1990)
7. «Zirzəmi» (фильм, 1990)
8. «Müqəddəs torpaq» (фильм, 1992)
9. «İtkin gəlin» (фильм, 1994)
10. «Qorxma, atəş aç» (телевизионное шоу, 1996)
11. «Otel otağı» (фильм, 1998)
12. «Mən sənin dayınam» (фильм, 2001)
13. «Səni axtarırıq…» (фильм, 2013)
14. «Axırıncı dayanacaq» (фильм, 2014)